# Rożnowo (Varmie-Mazurie)
Pour les articles homonymes, voir Rożnowo.
Różnowo est un village polonais de la voïvodie de Varmie-Mazurie, dans le powiat d'Ostróda.